# Javerdat
Javerdat (tiếng Occitan: Javerdac) là một xã của tỉnh Haute-Vienne, thuộc vùng Nouvelle-Aquitaine, miền trung nước Pháp.